# Le Pain noir
Pour les articles homonymes, voir Le Pain noir (homonymie).
Le Pain noir est une suite romanesque en quatre volumes écrite par Georges-Emmanuel Clancier et publiée entre 1956 et 1961, qui raconte la vie d'une famille pauvre, les Charron, dans une ferme du Limousin entre 1870 et la fin de la Première Guerre mondiale, sur un fond de luttes sociales et morales. Le personnage principal est Catherine Charron, qui est une petite fille au début du roman. Il s'agit d'une famille unie, modeste et d'une honnêteté scrupuleuse, et de ses relations avec un voisinage pas toujours aussi responsable ni exigeant moralement. Si la période couverte recouvre celle du 1900 de Bertolucci qui sortira un peu plus tard, l'œuvre s'en distingue fortement par l'humilité de ses personnages et la chaleur de leurs relations.

## Œuvre
Les quatre volumes portent les titres suivants :
- Le Pain noir
- La Fabrique du roi
- Les Drapeaux de la ville
- La Dernière Saison

Clancier, qui est lui-même né à Limoges, s'est inspiré des récits de sa grand-mère, Marie Louise Reix, pour décrire la vie des paysans limousins qui deviennent ouvriers porcelainiers à la fin du XIXe siècle.
L'écriture du premier volume commence durant l'été 1952, l'auteur est alors à Limoges. Il attendra plus de deux ans pour trouver son éditeur. Après avoir lu ce premier tome, le poète Louis Aragon propose de l'éditer, mais Clancier obtient un contrat avec l'éditeur Robert Laffont, qui publiera finalement les quatre tomes. Le succès est très mitigé, et c'est après la diffusion du feuilleton télévisé de Serge Moati que l'œuvre rencontre son public et est rééditée.
Le Pain noir a été récompensé par le Grand Prix du roman de la Société des gens de lettres en 1957.

## Personnages
- Catherine Charron, « Cathie » : personnage principal du roman, c'est une petite fille de sept ans au début du roman et gagne déjà son pain comme servante.
- Jean Charron : père de Catherine, métayer. Il devra quitter la métairie pour avoir refusé un faux témoignage innocentant son maître d'un accident causé par celui-ci.
- Marie Charron : mère de Catherine et femme de Jean. Elle meurt dans le premier tome.

## Adaptation
* Le Pain noir, feuilleton télévisé en huit épisodes de 90 minutes, créé et réalisé par Serge Moati et diffusé du 20 décembre 1974 au 3 février 1975 sur la deuxième chaîne de l'ORTF.[réf. nécessaire]